# Barchov (Hradec Králové)
Barchov é uma comuna checa localizada na região de Hradec Králové, distrito de Hradec Králové‎.